# HD212432
HD212432 — хімічно пекулярна зоря спектрального класу B9, що має видиму зоряну величину в смузі V приблизно  7,5.
Вона  розташована на відстані близько 2992,3 світлових років від Сонця.

## Пекулярний хімічний склад
Зоряна атмосфера HD212432 має підвищений вміст 
Si
.